# مولپولوله، بوتسوانا
مولپولوله (به انگلیسی: Molepolole) شهری در ناحیهٔ کوننگ کشور بوتسوانا است که در سال ۲۰۰۰ میلادی ۶۲٬۷۳۹ نفر جمعیت داشته که از این تعداد، ۲۸٬۶۱۷ نفر مرد و ۳۴٬۱۲۲ نفر زن بوده‌اند.

## نگارخانه

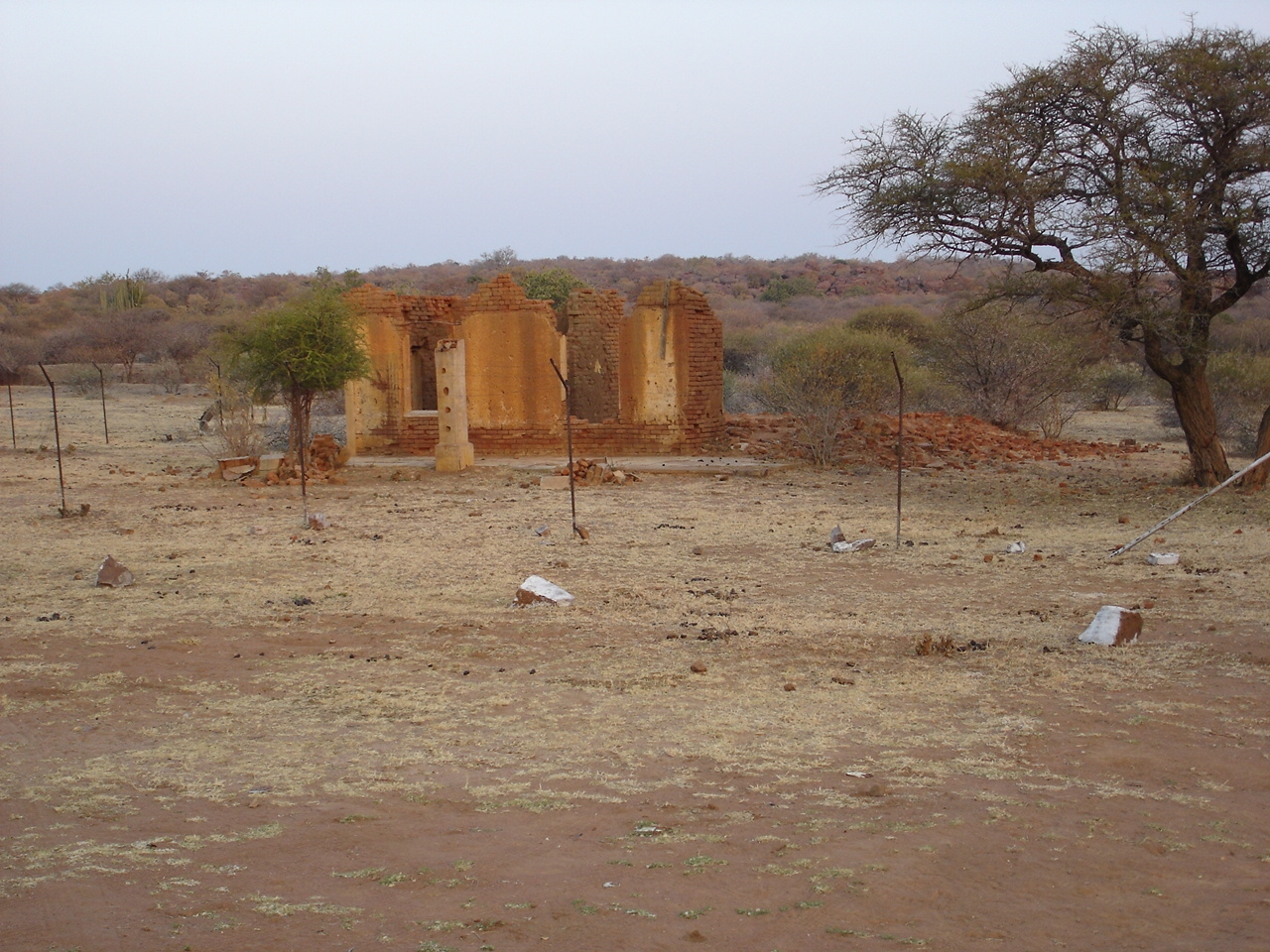
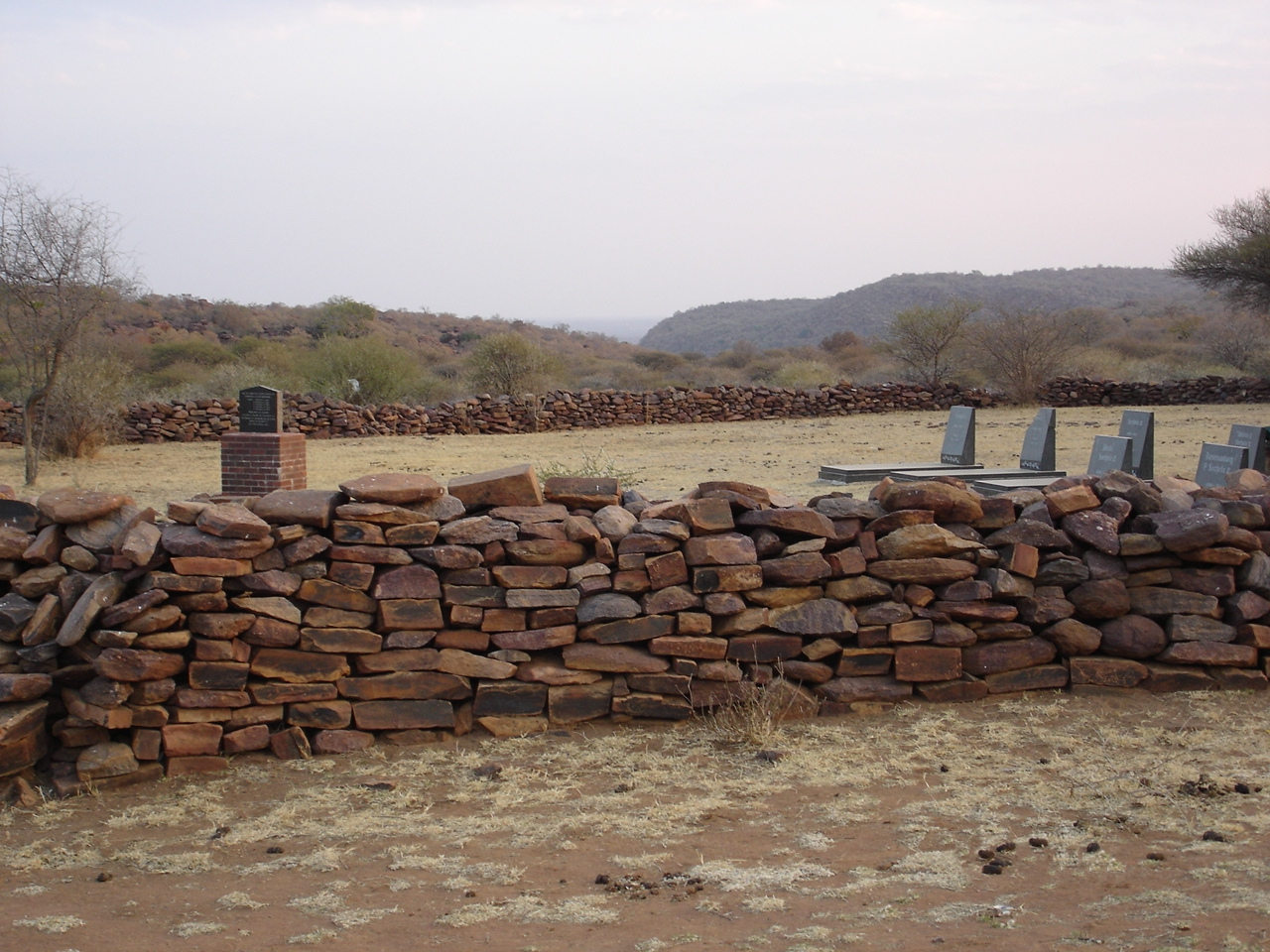